# دمون راشد (عبس)

تعديل مصدري - تعديل

دمون راشد هي إحدى قرى عزلة بني حسن بمديرية عبس التابعة لمحافظة حجة، بلغ تعداد سكانها 59 نسمة حسب تعداد اليمن لعام 2004.